# Aldo Masseglia
Aldo Masseglia (La Spezia, 5 ottobre 1903 – Lodi, 2 settembre 1978) è stato un cantante italiano.

## Biografia
Iniziò la sua carriera nei primi anni trenta come violinista, suonando in diverse formazioni orchestrali, fino a rivelare buone doti canore che gli permisero di entrare all'EIAR di Torino nel 1936, nell'orchestra di Barzizza. Qui conobbe e sposò la cantante milanese Nuccia Natali, dalla quale, nel 1943, ebbe una figlia, Rosella Masseglia Natali, che fu un'apprezzata cantante di musica leggera negli anni sessanta.
Negli anni '30 partecipò anche alle celebri trasmissioni radiofoniche I quattro moschettieri, dove ricoprì il ruolo di Athos, ed Il microfono fantasma, entrambe ideate da Nizza e Morbelli. Tra le altre cose, interpretò anche alcune canzoni di propaganda fascista come Noi tireremo diritto.
Nel 1938 abbandonò la radio per dedicarsi a spettacoli musicali, lasciando il posto ad Alberto Rabagliati.
Rimasto vedovo nel 1963, si risposò con Zaffira Sguazzaviva e si ritirò nella sua casa di Lodi fino alla sua scomparsa nel 1978.
Tra le sue interpretazioni più significative, si ricordano: Tu che ti chiami amor, Vele, Cinquant'anni fa, Gioventù, Lasciati andare, Villanella, Faccetta nera, Francescamaria, Me ne frego, Ritorna il legionario, Bandiere al sole e Ti saluto e vado in Abissinia.

## Discografia parziale

### Singoli
- 1935 - Faccetta nera/Ti saluto, vado in Abissinia (Odeon, GO 12341)
- 1936 - Macallè/Canzone azzurra (Odeon, 12409)
- 1936 - Rataplan delle camicie nere/ Chissà il Negus cosa dirà (Odeon 12440)
- 1936 - Valzer della fisarmonica/Paesanella (Odeon, 12540)
- 1936 - Mirella/Valzer vagabondo (Odeon, 12656)
- 1936 - Vivere/Torna piccina (Odeon, 12823; solo lato A; lato B cantato da Tito Leardi)
- 1937 - Tu che ti chiami amor/Cinquant'anni fa (Parlophon, GP 92211)
- 1937 - Io e la luna/Forse solo tu (Parlophon, GP 92363)
- 1937 - La signorina della quinta strada/Cerco un amore per me (Parlophon, GP 92365)
- 1937 - Fior di Madonna/L'ho sentito dalla nonna (Parlophon, GP 92366)
- 1937 - Eravamo sette sorelle/Guitarrera (Parlophon, GP 92376; solo lato B con Nina Artuffo; lato A cantato dal Trio Lescano)
- 1937 - Piccola Butterfly/Margherita (Parlophon, GP 92388)
- 1937 - Se tu dici/Felice e fortunato (Parlophon, GP 92389)
- 1937 - C'è chi ride/Zum zum (Parlophon, GP 92394)
- 1938 - Gitana/Guitarrera (Parlophon, GP 92407; con Nina Artuffo)
- 1938 - Non leggermi negli occhi/Caterinella (Parlophon, GP 92430)
- 1938 - Tu m'ami, io t'amo/Il primo amore (Parlophon, GP 92431)
- 1938 - Vele/Creatura d'amore (Parlophon, GP 92605)
- 1938 - Tante donne...ma tu.../Non dirmi addio (Parlophon, GP 92606)
- 1938 - Francescamaria/Piccola Rosy (Parlophon, GP 92668; con il Quartetto Vocale Cetra e il duo chitarristico Seracini-Ortuso)
- 1938 - Fuori porta...domenica al giorno/Ticche-ti-bon-bà (Parlophon, GP 92716; con il Quartetto Vocale Cetra)
- 1939 - Che cos'è?/Insomma voi chi siete? (Parlophon, GP GP 92828; solo lato B con Nina Artuffo; lato A cantato da Gilberto Mazzi e Trio Lescano)
- 1941- Addio mia piccola